# Turbomeca Marboré
Cet article traite d'un turboréacteur français. Pour le sommet pyrénéen « Marboré », qui lui a donné son nom, voir « Pic du Marboré ».
Le Marboré était un petit turboréacteur, produit par Turboméca entre les années 1950 et 1970. L'utilisation la plus célèbre de ce moteur fut faite sur les Magister et MS.760 Paris. Il a également été produit sous licence aux États-Unis, sous la désignation de Teledyne CAE J69.

## Caractéristiques et évolutions
La première version à avoir été produite en masse fut le Marboré II, qui produisait une poussée de 3,9 kN à 22 600 tr/min. Sous sa forme la plus basique, il s'agit d'un turboréacteur à compresseur centrifuge monocorps, dont la consommation de carburant s'établissait à 412,6 l/h. Les nombreuses versions dérivées incluaient l'utilisation par des avions civils ou militaires, un réservoir d'huile différent, des modifications de l'équipement auxiliaire et des tuyères de différentes formes. D'autres versions étaient également dotées d'un compresseur axial supplémentaire, permettant d'accroître les performances générales du moteur.
Ces modèles furent ensuite remplacés par ceux de la série des Marboré VI, qui étaient plus puissants, avec une poussée de 4,8 kN à 21 500 tr/min. La consommation de carburant (du Air 3405, ou JP-1) ne fut que légèrement augmentée, passant à 450,5 l/h, ce qui donne une augmentation de poussée de 23 % pour une augmentation de consommation de seulement 9 %.
Le premier Marboré, ainsi que les Marboré III, IV et V, ne furent pas produits en grand nombre.
Plus de 10 000 moteurs Marboré II, VI à Tarnos et J69 aux États-Unis seront construits jusqu'en 1990.

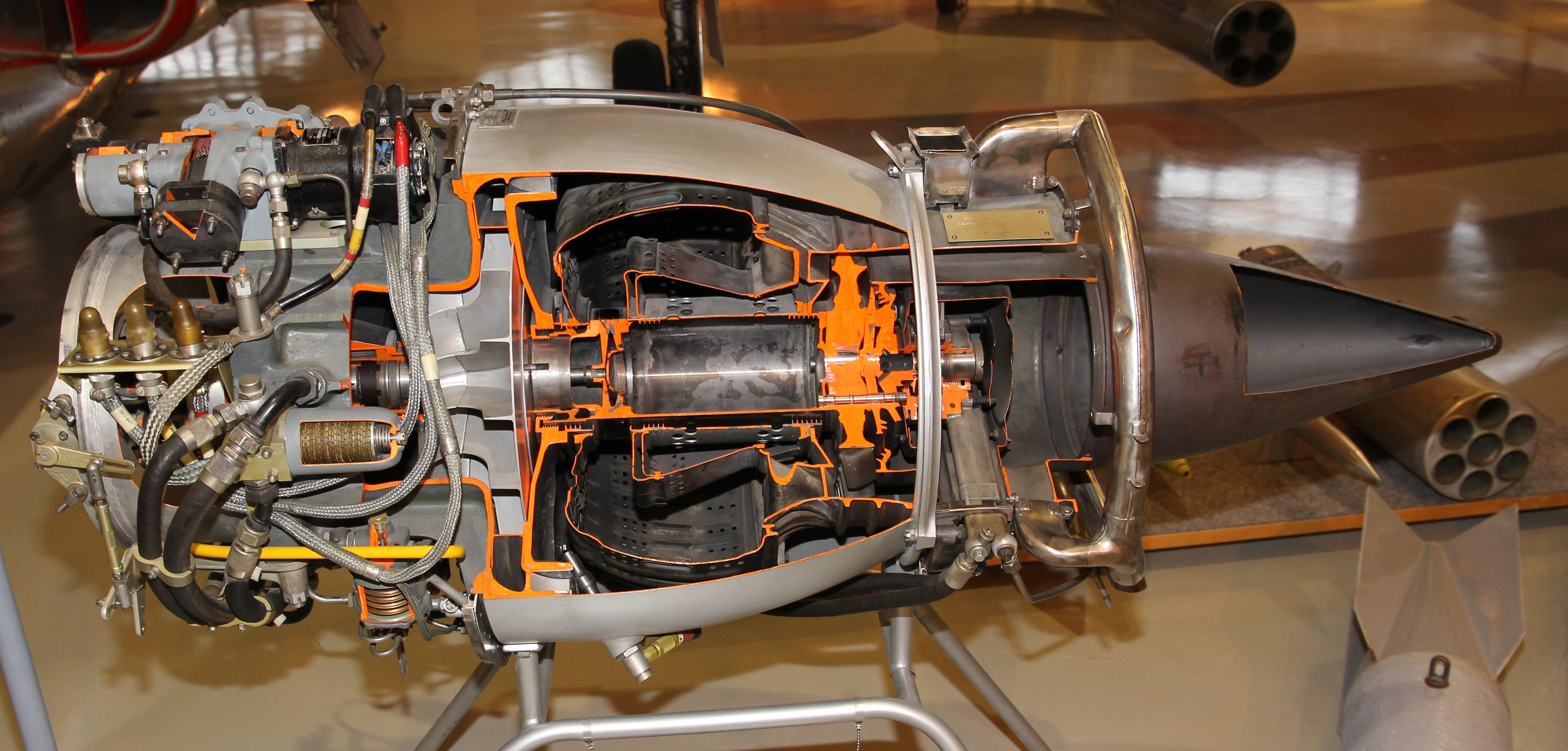
Vue en coupe d'un Marboré II F-3, exposé au musée de l'aviation de Finlande centrale. Ce moteur équipait le Magister.

## Versions

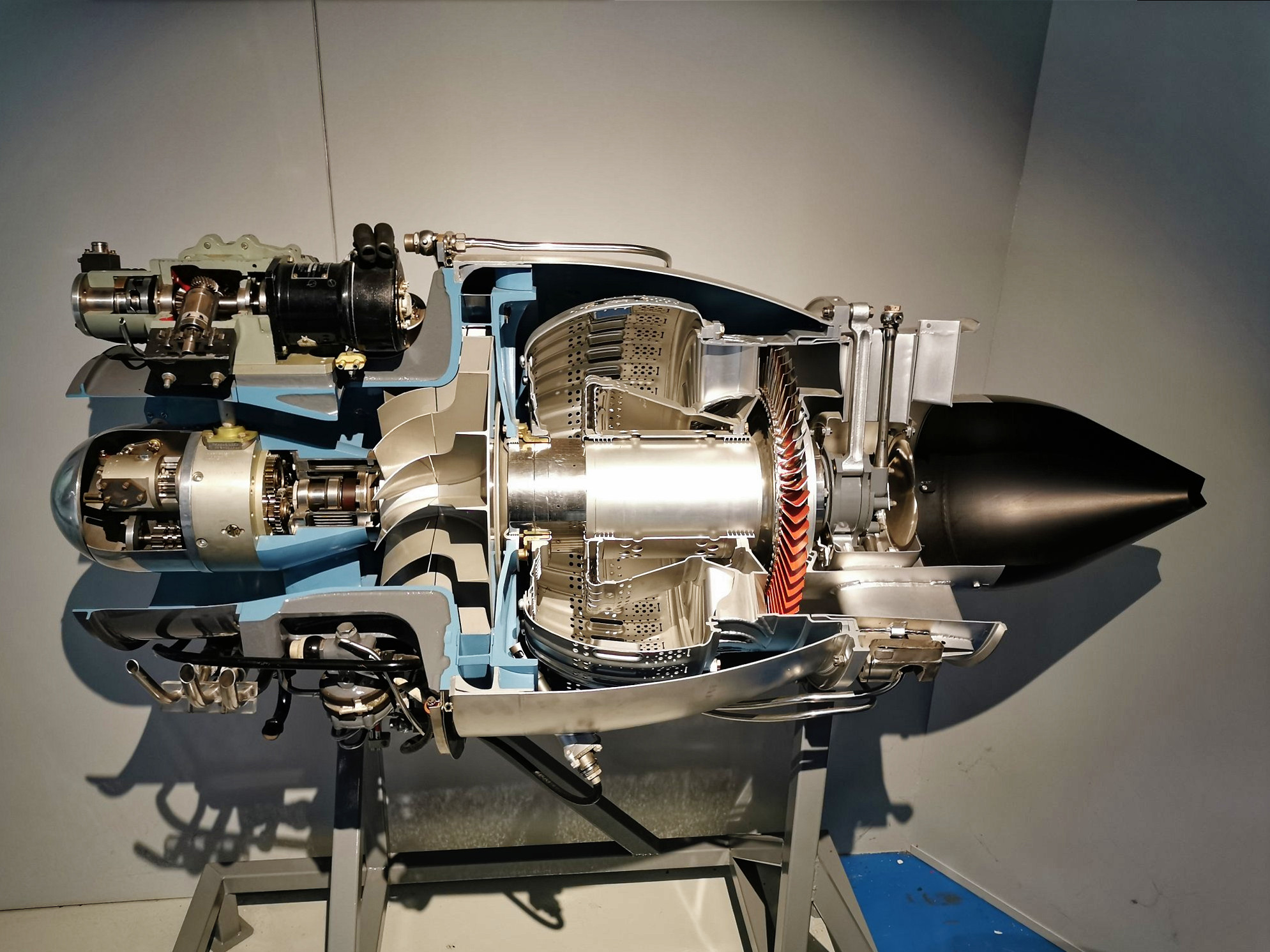
Vue en coupe d'un Marboré IV, exposé au Musée de l'Air et de l'Espace.

- Marboré I (ou tout simplement Marboré)
- Marboré II
- Marboré IIC
- Marboré III
- Marboré IV
- Marboré V
- Marboré VI
- Teledyne CAE J69 : produit sous licence et développé aux États-Unis.

## Applications
Appareils en service
- Ambrosini Sagittario : Marboré II
- Bölkow Bo 46 (en)

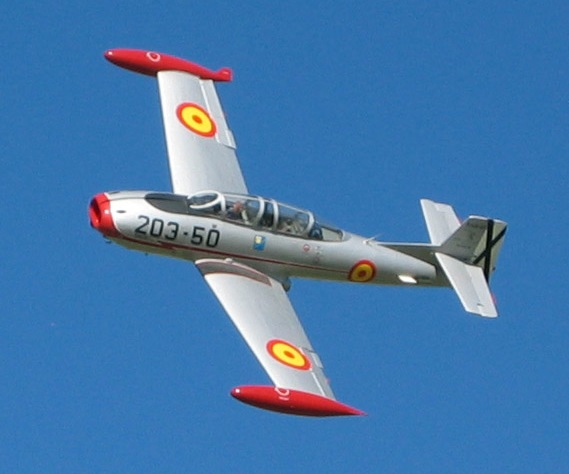
Deux Marboré équipaient le Hispano HA-200.

- Fouga CM.88 Gemeaux II : Marboré I
- Fouga Magister : Marboré II F-3
- Fouga Zéphyr : Marboré II G-3 (très similaire au F-3, mais avec des attaches arrière plus souples, afin de mieux encaisser les secousses à l'appontage).
- Hispano Aviación HA-200 : Marboré IIA
- Leduc 016 : Marboré I
- Morane-Saulnier MS.755 Fleuret : Marboré II
- Morane-Saulnier MS.760 Paris : version MS.760A : Marboré IIC, version MS.760B : Marboré VI.
- Morane-Saulnier MS.760C Paris III
- Miles M100 Student (en) : version Mk.I : Marboré IIA, version Mk.II : Marboré VI F.
- Nord 2502 et 2508 : deux Marboré IIE placés en bout d'ailes, comme moteurs d'appoint.
- Nord Aviation CT.20
- ONERA Deltaviex : Marboré II
- Potez-Heinkel CM191 : Marboré VI
- Potez CM173 Super Magister : Marboré VI
- Procaer Cobra F-400 (en) : Marboré II
- Procaer Cobra F-480 (en) : Marboré VI
- SO.9000 Trident
- Stargate T33 Replica (en) : Marboré IIA
- Viperjet Mk.I : Marboré II, puis Marboré VI

Prototypes
- Delanne D-1300 : Marboré II
- Messerschmitt Me P 308 Jet-Taifun
- Sipa 300 R (en) : Marboré II